# Damiano Gavino
Damiano Gavino (Roma, 16 novembre 2001) è un attore italiano.

## Biografia
Inizia la sua carriera artistica nel 2021 con The Boat, film diretto da Alessandro Liguori dove fa una piccola comparsa. Diviene poi popolare grazie al ruolo di Manuel Ferro nella serie Rai 1, Un professore. Successivamente lavora nella serie Shake, una reinterpretazione moderna dell'Otello di William Shakespeare, dove interpreta Leo Adriani. Nel 2023 è protagonista del quattordicesimo film da regista di Ferzan Özpetek, Nuovo Olimpo, in cui ha il ruolo di Enea Monti. Nel 2024 viene scelto come protagonista nel film dell'adattamento italiano del manga Prophecy di Tetsuya Tsutsui.

## Vita privata
Ha conseguito il diploma al liceo musicale e sa suonare il pianoforte, la chitarra, il contrabbasso e la batteria.
Condivide la passione per la recitazione con sua sorella, Lea Gavino, anch'ella attrice, famosa soprattutto per il ruolo di Viola in Skam Italia.

## Filmografia

### Cinema
- The Boat, regia di Alessandro Liguori (2021)
- Nuovo Olimpo, regia di Ferzan Özpetek (2023)
- Prophecy, regia di Jacopo Rondinelli (2025)

### Televisione
- Un professore – serie TV (2021-in corso)
- Shake – serie TV (2023)

## Riconoscimenti
- 2023
  - Premio come Rivelazione dell'Anno ai Ciak D'Oro.[5]
- 2024
  - Premio "Best Duo - International Competition", assegnato da Cineuphoria Awards.[6]
  - Menzione speciale Francesco Nuti Giovane Rivelazione 2024 alla Prima Edizione Premio Francesco Nuti.[7]
  - Premio Zefiro al Bellaria Film Festival.[8]